# Вила Мадалена (Рим)
Вила Мадалена је насеље у Италији у округу Рим, региону Лацио.
Према процени из 2011. у насељу је живело 29 становника. Насеље се налази на надморској висини од 672 м.